# Pierre-Jean Peltier
Pierre-Jean Peltier (Pont-à-Mousson, 20 maggio 1984) è un canottiere francese, vincitore della medaglia di bronzo nel 4 di coppia alle olimpiadi di Pechino 2008.

## Palmarès
- Olimpiadi

Pechino 2008: bronzo nel 4 di coppia.
- Campionati europei di canottaggio

2008 - Maratona: oro nell'8 con.
2009 - Brest: bronzo nell'8 con.